# Declaração de Malé sobre a Dimensão Humana das Mudanças Climáticas Globais

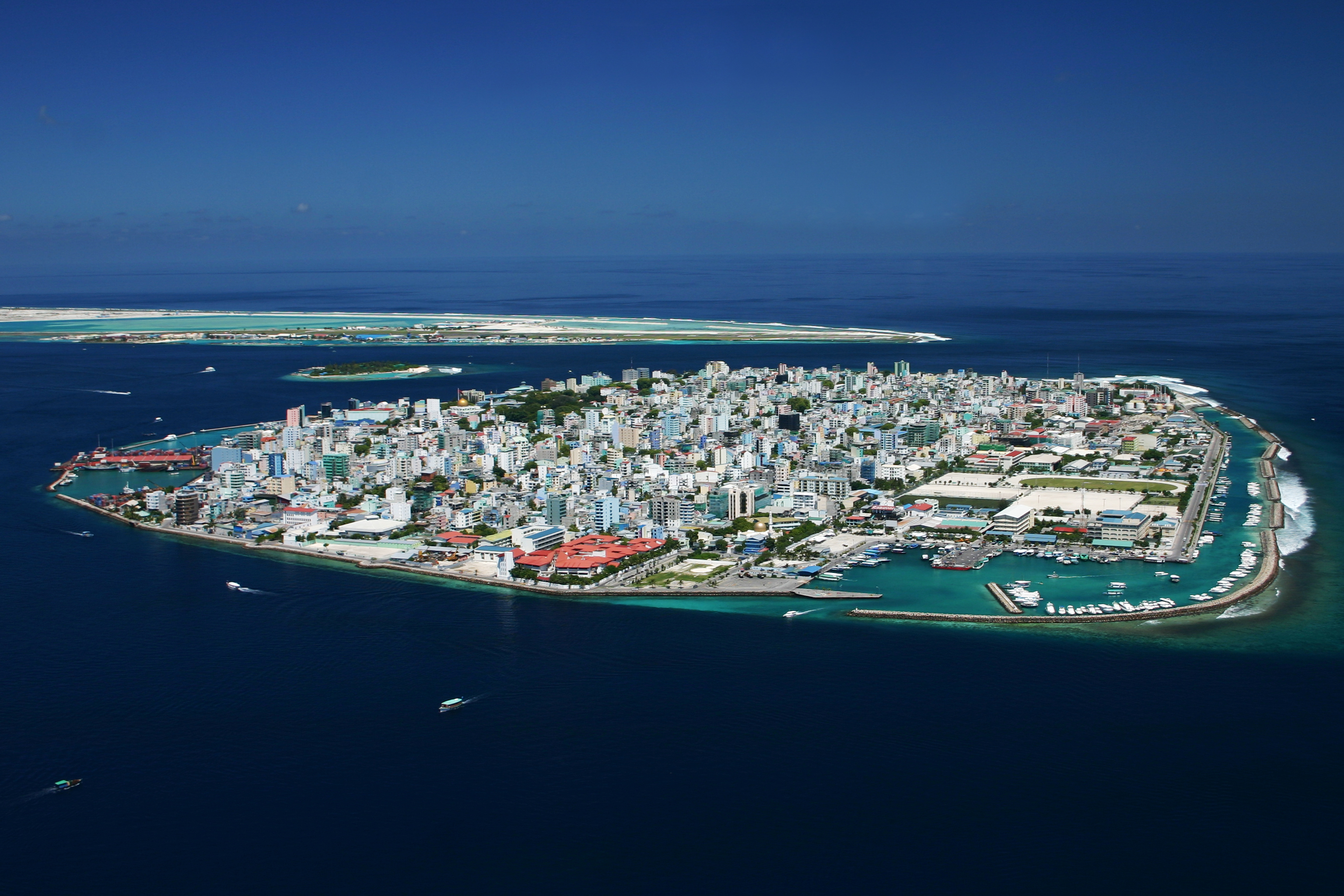
A ilha de Malé, Maldivas, que dá nome à Declaração

A Declaração de Malé sobre a Dimensão Humana das Mudanças Climáticas Globais é um tratado feito por representantes de vários pequenos Estados insulares em desenvolvimento que se reuniram para assinar a declaração em novembro de 2007. O objetivo da Declaração era traçar uma estratégia clara para vincular a mudança climática e os direitos humanos. A Declaração também buscou mudar a agenda da campanha de combate às mudanças climáticas, deixando de focar apenas nos impactos ambientais das mudanças climáticas para também considerar os impactos das mudanças climáticas sobre os direitos humanos. A Declaração deixa claro que o direito a um meio ambiente saudável é um pré-requisito de todos os outros direitos humanos básicos.
As Maldivas, signatárias da Declaração e cuja capital Malé dá nome ao documento, as mudanças climáticas já começaram a afetar os direitos humanos da população. Como tal, as Maldivas e outras nações insulares começaram a construir uma coalizão internacional que usa os direitos humanos como uma estrutura para combater as mudanças climáticas. A coalizão em questão organizou reuniões sobre o tema da Declaração em Genebra, Nova Iorque e Malé.

## Nações Unidas

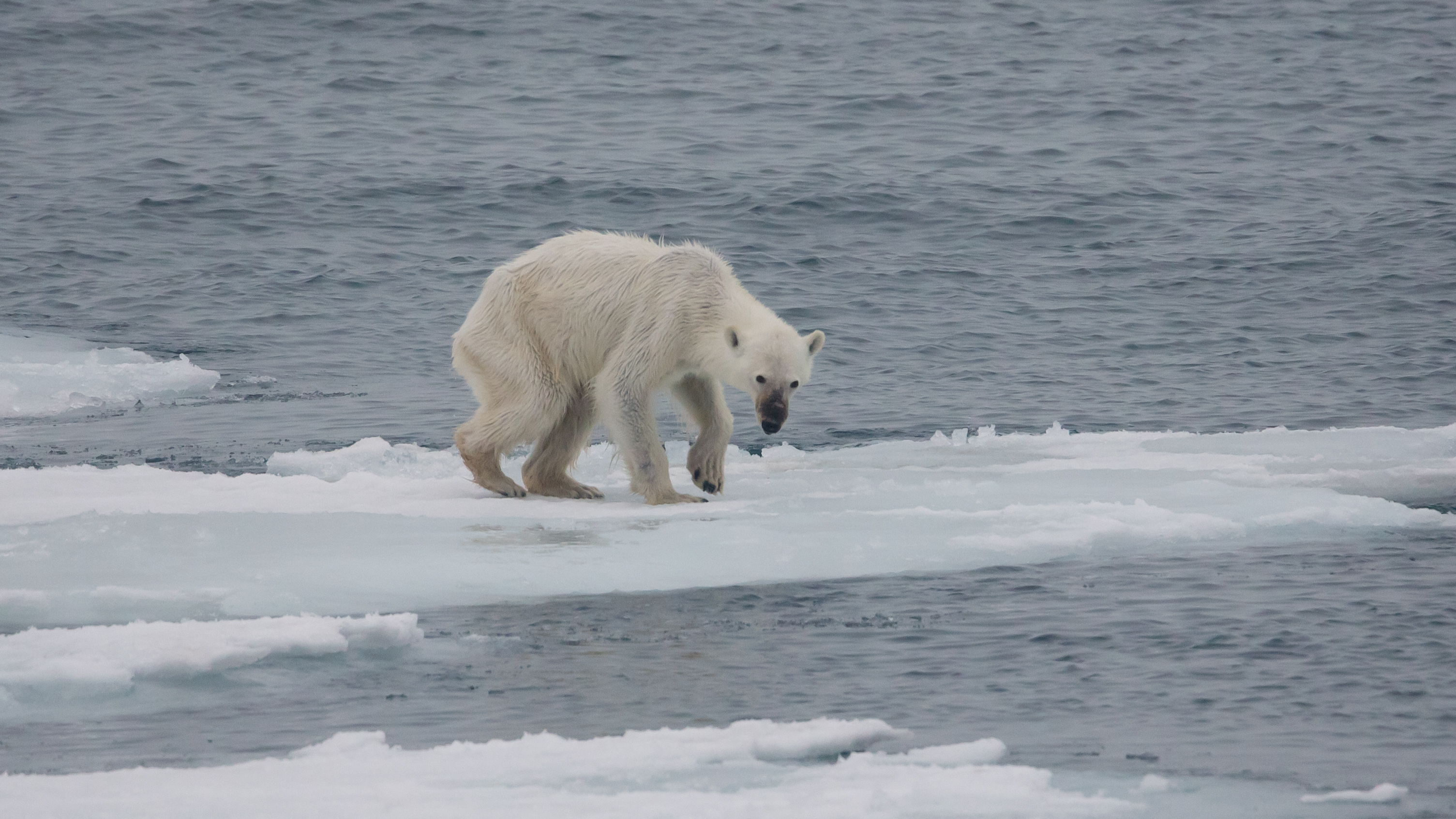
Urso polar morrendo de fome devido à mudança climática global

Os signatários da Declaração pediram ao Conselho de Direitos Humanos da ONU que concentrasse sua atenção nos impactos das mudanças climáticas e nos direitos humanos. Em resposta, o Escritório do Alto Comissariado para os Direitos Humanos publicaram o primeiro estudo identificando maneiras específicas nas quais as mudanças climáticas interferem no pleno gozo dos direitos humanos, enfatizando que os países têm o dever de trabalhar juntos para proteger os direitos humanos das mudanças climáticas. Especificamente, o relatório destacou vários direitos básicos que estavam em perigo, incluindo direitos à vida, saúde, um padrão de vida adequado e autodeterminação.